# Djené Dakonam Ortega
Djené Dakonam Ortega (Dapaong, 31 de diciembre de 1991) es un futbolista togolés que juega como defensa en el Getafe C. F. de la Primera División de España.

## Trayectoria
Llegó al Alcorcón en septiembre de 2014, procedente del Cotonsport Garoua de Camerún y tras un mes a prueba, fue inscrito en octubre en la Liga de Fútbol Profesional. Djené es internacional con la selección de Togo.
En 2015 renovó contrato con la A. D. Alcorcón hasta junio de 2018.
El 1 de julio de 2016 fue traspasado al Sint-Truidense de la Primera División de Bélgica. 
El 24 de julio del año siguiente regresó a España, después de haber aceptado un acuerdo de cuatro años con el Getafe C. F. de la Primera División.
En la temporada 2017-18 jugó 36 partidos para el Getafe y anota un gol. En la siguiente temporada (2018-19) continuó jugando como defensa titular en el equipo azulón.

## Selección nacional
Es internacional con la selección de Togo.

## Estadísticas

### Clubes
Actualizado al último partido disputado el 4 de noviembre de 2024.
| Club                          | Div.          | Temporada     | Liga  | Liga  | Copas nacionales | Copas nacionales | Copas internacionales | Copas internacionales | Total | Total |
| Club                          | Div.          | Temporada     | Part. | Goles | Part.            | Goles            | Part.                 | Goles                 | Part. | Goles |
| ----------------------------- | ------------- | ------------- | ----- | ----- | ---------------- | ---------------- | --------------------- | --------------------- | ----- | ----- |
| Coton Sport de Garoua Camerún | 1.ª           | 2012-13       | 6     | 0     | 0                | 0                | ―                     | ―                     | 6     | 0     |
| Coton Sport de Garoua Camerún | 1.ª           | 2013-14       | 4     | 0     | 0                | 0                | ―                     | ―                     | 4     | 0     |
| Coton Sport de Garoua Camerún | Total club    | Total club    | 10    | 0     | 0                | 0                | 0                     | 0                     | 10    | 0     |
| A. D. Alcorcón · España       | 2.ª           | 2014-15       | 24    | 1     | 0                | 0                | ―                     | ―                     | 24    | 1     |
| A. D. Alcorcón · España       | 2.ª           | 2015-16       | 35    | 0     | 0                | 0                | ―                     | ―                     | 35    | 0     |
| A. D. Alcorcón · España       | Total club    | Total club    | 59    | 1     | 0                | 0                | 0                     | 0                     | 59    | 1     |
| Sint-Truidense · Bélgica      | 1.ª           | 2016-17       | 26    | 0     | 1                | 0                | ―                     | ―                     | 27    | 0     |
| Sint-Truidense · Bélgica      | Total club    | Total club    | 26    | 0     | 1                | 0                | 0                     | 0                     | 27    | 0     |
| Getafe C. F. · España         | 1.ª           | 2017-18       | 36    | 1     | 0                | 0                | ―                     | ―                     | 36    | 1     |
| Getafe C. F. · España         | 1.ª           | 2018-19       | 34    | 0     | 4                | 0                | ―                     | ―                     | 38    | 0     |
| Getafe C. F. · España         | 1.ª           | 2019-20       | 34    | 0     | 1                | 0                | 7                     | 0                     | 42    | 0     |
| Getafe C. F. · España         | 1.ª           | 2020-21       | 34    | 0     | 2                | 0                | ―                     | ―                     | 36    | 0     |
| Getafe C. F. · España         | 1.ª           | 2021-22       | 35    | 0     | 0                | 0                | ―                     | ―                     | 35    | 0     |
| Getafe C. F. · España         | 1.ª           | 2022-23       | 33    | 0     | 3                | 0                | —                     | —                     | 36    | 0     |
| Getafe C. F. · España         | 1.ª           | 2023-24       | 33    | 0     | 1                | 0                | —                     | —                     | 34    | 0     |
| Getafe C. F. · España         | 1.ª           | 2024-25       | 12    | 0     | 0                | 0                | —                     | —                     | 12    | 0     |
| Getafe C. F. · España         | Total club    | Total club    | 251   | 1     | 11               | 0                | 7                     | 0                     | 269   | 1     |
| Total carrera                 | Total carrera | Total carrera | 346   | 2     | 12               | 0                | 7                     | 0                     | 365   | 2     |